# Suikeloaapa
Suikeloaapa este o arie protejată (arie specială de conservare — SAC, sit de importanță comunitară — SCI) din Finlanda întinsă pe o suprafață de 993 ha, integral pe uscat.

## Localizare
Centrul sitului Suikeloaapa este situat la coordonatele 67°05′23″N 26°25′55″E / 67.0897°N 26.4319°E.

## Înființare
Situl Suikeloaapa a fost declarat sit de importanță comunitară în august 1998 pentru a proteja 1 specie de animale. Situl a fost protejat și ca arie specială de conservare în aprilie 2015.

## Biodiversitate
Situată în ecoregiunea boreală, aria protejată conține 6 habitate naturale: Lacuri și iazuri distrofice naturale, Cursuri de apă de la nivel de câmpie la nivel montan, cu vegetație Ranunculion fluitantis și Callitricho-Batrachion, Izvoare fino-scandinave și mlaștini produse de izvoare bogate în minerale, Turbării Aapa, Taiga vestică, Mlaștini împădurite.
La baza desemnării sitului se află o specie protejată de  mamifere: vidră de râu (Lutra lutra).
Pe lângă speciile protejate, pe teritoriul sitului au mai fost identificate 1 specie de păsări, 1 specie de mamifere.